# Alberto Bardi
Alberto Bardi (Reggello, 8 ottobre 1918 – Roma, 29 luglio 1984) è stato un pittore e partigiano italiano.

## Biografia
Alberto Bardi nasce a Reggello (Firenze) l’8 ottobre del 1918.
Poco dopo la famiglia si trasferisce nell’Appenino tosco-romagnolo, quindi definitivamente a Mezzano, frazione di Ravenna, dove il padre, tecnico agrario, dirige una grande azienda agricola: è qui che Bardi inizia a dipingere, fin dall’adolescenza. Completate le scuole medie superiori, si trasferisce a Roma, dove frequenta il biennio presso la facoltà di Ingegneria. Nella Capitale, a contatto con un ambiente più vasto e stimolante, rafforza la sua inclinazione per la pittura ed affina i suoi mezzi tecnici.
Lo scoppio della seconda guerra mondiale lo costringe a interrompere gli studi. È inviato sul fronte russo, come sottotenente di artiglieria.
Mentre è a Ravenna in licenza, l’8 settembre 1943 viene proclamato l’armistizio. Bardi, come molti altri giovani, si unisce alle formazioni partigiane che operano sul Monte Falco, nell’Appennino tosco-romagnolo, diventando vicecomandante della Brigata Garibaldi Romagnola (successivamente rinominata 8ª Brigata Garibaldi "Romagna"): il suo nome di battaglia è Falco. Quando la lotta partigiana si sposta in pianura, Bardi è comandante della 28ª brigata GAP “Mario Gordini”, a fianco di Arrigo Boldrini (Bulow): la stessa formazione che il 4 dicembre del ‘44, dopo un’aspra battaglia, libererà Ravenna.
Sempre in questo periodo è esponente del Comitato di Liberazione Nazionale (di cui fa parte tra gli altri anche Benigno Zaccagnini) che si riunisce clandestinamente a casa Bardi, e cura i collegamenti con il comando Alleato. Queste esperienze consolidano alcuni caratteri della personalità di Bardi, che si ritroveranno nel suo appassionato lavoro di operatore culturale quando si trasferirà nella Capitale.

### La Resistenza
(Alberto Bardi, cit. in C. Spadoni, Alberto Bardi. Mostra antologica, Iter, Roma, 1992.)
Chiamato alle armi come ufficiale alpino sul fronte russo, subito dopo l'armistizio prese contatto con la Resistenza ravennate, diventandone uno dei leader militari con il nome di battaglia di Falco.
A stretto contatto con il gruppo dirigente del PCI, sin dal settembre del 1943 si unì a una formazione partigiana di montagna operante sull'Appennino forlivese (il Gruppo Salvatore); pochi mesi dopo, a dicembre, fu nominato vicecomandante del gruppo, ricostituito come Brigata Garibaldi Romagnola al comando di Riccardo Fedel (Libero), vicecomandante. Successivamente, dopo una crisi organizzativa, alla fine di marzo del '44, venne nominato comandante della 1ª delle tre brigate del neo-costituito Gruppo Brigate Romagna, posto sotto il comando di Pietro Mauri, con Libero Capo di Stato Maggiore. Sotto il suo comando, la 1ª Brigata sostenne l'attacco alla caserma repubblichina di Sant'Agata Feltria, il 2 aprile 1944, nel corso del quale furono catturati 15 tra militi della G.N.R., tedeschi e carabinieri.
Successivamente, nel corso del rastrellamento nazifascista che portò al temporaneo dissolvimento della Brigata Garibaldi, durante un'operazione di sganciamento, il gruppo da lui comandato sostenne vittoriosamente un importante combattimento in località Calanco, vicino al borgo di Fragheto, frazione di Casteldelci, ove nei giorni immediatamente successivi (7 aprile 1944) si consumò un eccidio per caratteristiche simile a quelli di Marzabotto e di Sant'Anna di Stazzema con l'uccisione di 30 contadini nella quasi totalità donne, vecchi e bambini.
Con la successiva ristrutturazione delle SAP e dei GAP romagnoli Falco, nel giugno 1944, divenne comandante della neonata 28ª Brigata GAP "Mario Gordini", al cui comando rimase fino al dicembre 1944, quando fu sostituito da Arrigo Boldrini (Bulow), entrando a fare parte del C.L.N. di Ravenna.
Membro del "Comando Piazza" di Ravenna nel settembre 1944, occupò costantemente una posizione di primo piano in seno alla Resistenza romagnola.

### L'attività artistica
(Alberto Bardi, cit. in C. Spadoni, Alberto Bardi. Mostra antologica, Iter, Roma, 1992.)
Nel primo dopoguerra riprende a dipingere. Frequenta lo studio del pittore Teodoro Orselli - allora direttore dell’Accademia di Belle Arti di Ravenna - dove Bardi stesso è uno degli insegnanti. Qualche influenza cézanniana e cubista si ritrova nei suoi lavori di allora. Le istanze di una tematica  sociale dell’arte molto diffuse in quegli anni, pur se così lontane dalla sua concezione della pittura, lo condizionano in alcuni quadri che rappresentano soprattutto operai, fabbriche e paesaggi industriali. Bardi affronta anche questi temi con originalità e personalità: i suoi quadri sono fortemente strutturati, emergono gli elementi portanti, quelli dinamici, la linea e il gesto essenziali.
Lascia nuovamente Ravenna per riprendere gli studi universitari, questa volta presso la facoltà di Architettura, prima a Bologna e poi a Firenze. Ma ragioni di lavoro e di impegno politico lo costringono ad abbandonare di nuovo gli studi ed a spostarsi in diverse città: Roma, Ravenna,Terni, Faenza ed infine Venezia, dove resterà per sei anni. A Venezia conosce Pizzinato, Vedova, Santomaso, e frequenta l’ambiente artistico.
Riprende a dipingere intensamente: è a questo periodo, la seconda metà degli anni ’50, che risalgono numerose mostre, personali e collettive. A Venezia Bardi dipinge ritratti, nature morte e, soprattutto, paesaggi. Qualsiasi soggetto, qualsiasi forma sono assunti nel loro valore compositivo e nella loro struttura. Sono gli stessi anni in cui Bardi, per conto del P.C.I., guida la protesta operaia della Breda a Porto Marghera.
Nel 1961 si trasferisce a Roma. Dal ’64 inizia ad occuparsi della Casa della Cultura, di cui diviene il direttore dal ’67 fino alla morte, avvenuta prematuramente nel 1984,. La svolta nella sua opera di artista, iniziata nel 1964, coincide, forse non a caso, col nuovo impegno, più congeniale alle sue inclinazioni. Alla guida della Casa della Cultura Bardi esprime le sue migliori qualità, giovandosi delle molteplici esperienze che hanno contrassegnato la sua vita. Non è uomo di potere, non ama la retorica né gli schemi precostituiti, rifiuta ogni posizione angusta e preconcetta, sollecita e organizza il confronto tra tesi ed esperienze diverse, tra correnti di pensiero differenti, tra opinioni politiche distanti. Per anni la Casa della Cultura è luogo assai vivace d’incontro tra i più noti letterati e intellettuali, centro di importanti iniziative in ogni campo, compreso quello delle istituzioni culturali cittadine, a cominciare dalla Quadriennale.
Il trasferimento nella capitale, inoltre, mette Bardi in contatto con le varie tendenze dell’ambiente- artistico romano: in particolare guarda con interesse al lavoro di Gastone Novelli, Giulio Turcato e Achille Perilli. Si occupa anche del Sindacato artisti e stringe amicizia con numerosi giovani allora emergenti. Nel 1961/62 chiude definitivamente le precedenti esperienze pittoriche, con una mostra alla Galleria Tornabuoni di Firenze. Dal 1964 alterna opere astratte ad altre ancora figurative. Quest’alternanza si protrae fino al 1966: è allora che, abbandonato l’olio per altre tecniche (tempere, pastelli, ecc.), inaugura una prima mostra romana presso la Galleria Il Girasole, nel febbraio del 1967. Qui Bardi espone un’ultima serie di opere in cui la figura è ancora presente, se pure costruita e cancellata da gesti e da segni che poi si ritrovano nelle opereastratte successive.
Il suo percorso di artista è ormai libero da schemi e condizionamenti esterni.
Ciò gli consente di seguire i propri convincimenti senza legarsi a particolari scuole e modelli. Pur nella continuità delle idee che sono alla base del suo operare, nel corso degli anni ricerca nuove tecniche e mezzi che gli consentano di realizzare l’esigenza di rinnovamento continuo del proprio linguaggio, che ha inizio nel 1964 e le cui tappe fondamentali possono individuarsi negli anni dal ’67 al ’73, dal ’74 al ’78, dal ’79 fino alla morte.
Un contributo non secondario alla piena  esplicitazione del lavoro di artista di Bardi si deve al rapporto di stima e di amicizia con Nello Ponente e al lungo sodalizio con Achille Perilli nelle attività del gruppo teatrale sperimentale “Altro/Lavoro intercodice”, attivo a Roma negli anni ’70. Nel mentre, nel 1969, Ugo Gregoretti lo sceglie per interpretare un personaggio del film "Apollon, la fabbrica occupata", dedicata alla lotta dei lavoratori della tipografia romana. Nel 1980 Bardi è il protagonista del documentario RAI di Florestano Vancini “Fragheto, una strage: perché”, dove insieme ad altri due ex compagni partigiani affronta di persona, sul posto, lo scomodo confronto coi superstiti dell’eccidio nazifascista, a distanza di 36 anni.
Dopo la morte dell'artista hanno avuto luogo numerose retrospettive a Roma, Viterbo, Ravenna, Macerata, Gubbio, Cagliari, Cesena, Roma.

### Nei musei
- MAGI '900 di Pieve di Cento (BO)

### Mostre personali
- 1958 Sala Cairoli, Ferrara -  Galleria Amici dell’Arte, Asolo – Circolo Artistico, Bologna
- 1959 San Donà del Piave - Sala Cairoli, Ferrara – Sala mostre della Camera di Commercio, Ravenna – Galleria del Teatro, Parma
- 1960 Galleria Amici dell’Arte, Lugo – Galleria La Saletta, Forlì – Galleria Amici dell’Arte, Faenza
- 1962 Galleria Tornabuoni, Firenze
- 1967 Galleria Il Girasole, Roma
- 1968 Galleria Rinascita, Matera – Galleria Il Cavalletto, Molfetta
- 1969 Casa della Cultura, Roma – Galleria Quarantadue, Bologna
- 1971 Studio d’Arte Kalà, Roma
- 1972 Galleria Rinascita, Reggio Emilia - Galleria Camattini, Parma
- 1974 Galleria Marcon IV, Roma – Stilmax, Roma
- 1977 Galleria Linea 70, Verona
- 1978 Clinamen (Mostra itinerante: Studio Ennesse, Milano; Numerosette, Napoli; Centrosei, Bari)
- 1983 Galleria Altro, Roma
- 1984 Galleria 9 Colonne, Bologna
- 1985 Antologica – Palazzo Braschi, Roma
- 1987 Antologica – Palazzo degli Alessandri, Viterbo
- 1988 Galleria Spriano, Omegna - Antologica – Palazzo Corradini, Ravenna
- 1989 Galleria Eralov, Roma - Galleria La Bottega, Ravenna -  Antologica – Chiesa di S. Paolo, Macerata
- 1990 Antologica – Palazzo dei Consoli, Gubbio – Galleria Il Mercante, Milano – Galleria Arte Duchamp, Cagliari
- 1991 Galleria Poggiali e Forconi
- 1992 Antologica – Galleria Comunale d’Arte, Cesena
- 2011 Galleria Ninapì, Ravenna
- 2013 Galleria Arte&Pensieri, Roma